# Хабингтон, Уильям
Уильям Хабингтон (Габингтон, Гебингтон; англ. William Habington; 1605—1654) — английский поэт XVII века.

## Биография
Уильям Хабингтон родился 4 ноября 1605 года в Хиндлип Холле (англ. Hindlip Hall) в графстве Вустершир на западе Англии в католической семье Томаса Хабингтона и Мэри Паркер. Получил образование в городе Париже и Colleges of St Omer.     
В сборнике лирических стихотворений «Castara» он воспевает свою возлюбленную в грациозных, мелодичных стихах редкой для того времени чистоты. «Castara», напечатанная в 1634 году, состоит из трех частей: в первой Castara воспета как невеста поэта, во второй как жена; третья часть состоит исключительно из размышлений на религиозные темы. Первая часть местами напоминает сонеты Франческо Петрарка.
В 1640 году он написал трагикомедию «Королева Арагона» («The Queen of Arragon»), которую, без согласия автора, опубликовал один из его родственников.
Уильям Габингтон умер 30 ноября 1654 года.